# Bek
Bek fue un escultor del Antiguo Egipto, que trabajaba a las órdenes de Ajenaton a mediados del siglo XIV a. C. Sus obras son la expresión del realismo exagerado, también llamado expresionismo degenerado, que impulsó Ajenaton: figuras realistas, reflejando las características del modelo, incluidos sus defectos.

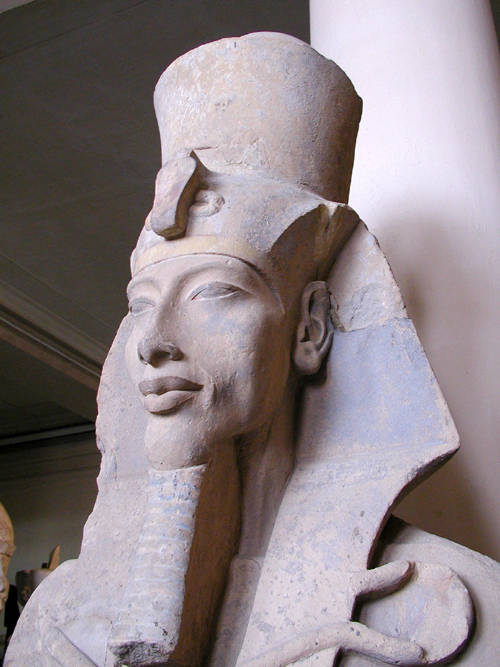
Cabeza colosal de Ajenaton proveniente del templo de Atón en Karnak, expuesta en el Museo Egipcio de El Cairo.

Tenía el título de Supremo escultor del Rey. Era hijo de Men, hombre prominente en la corte, arquitecto y escultor de Amenhotep III. Dirigió algunos proyectos en Ajetatón, por lo que también llevaba el título de Jefe de las obras del Rey en la Montaña Roja.

## Obras
Se dedicó a representaciones de la familia real, al igual que Tutmose, y sus obras más conocidas son 28 colosos del faraón, pertenecientes al templo de Atón de Karnak. Cuatro de ellos se exponen en el Museo Egipcio de El Cairo, dos en el de Luxor, uno en el Louvre, y los demás están en Karnak y El Cairo.

### Características
Tienen el rostro alargado, con ojos oblicuos, pómulos salientes, labios carnosos y barbilla redondeada. El cuerpo tiene los hombros caídos, pecho hundido y vientre y muslos voluminosos. Ajenatón está representado con nemes y corona, y lleva en las manos los cetros Nejej y Heka, insignias de su cargo. 
Eran estatuas osiríacas destinados a las columnas del templo, pero de las clásicas solo mantienen la postura: le presentan tanto con el vestido de un hombre vivo como desnudo (pero asexuado) y con diferentes tocados, aunque siempre con el uraeus y los dos cetros. En las muñequeras lleva el nombre de Sa-Ra, 3ḫ n itn (Ajenatón, Útil a Atón).

## Testimonios de su época
- La estela Naos, conservada en el Museo Egipcio de Berlín con el n.º 31009, en la que se le ve con su esposa Taheri.

La estela tiene gran interés artístico y arqueológico, ya que es uno de los pocos retratos existentes de la época de Amarna en el que no figura ningún miembro de la familia real. Bek está representado en el mismo estilo realista que Ajenaton. Está ampliamente aceptado que la estela es obra suya, con lo que sería el más antiguo autorretrato conocido.
- Una estela encontrada por Flinders Petrie en Asuán en la que está representado junto a su padre en un relieve. En ella se lee El aprendiz a quien Su Majestad enseñó. No se sabe si sólo se refiere a que seguía sus doctrinas estilísticas o a que el faraón supervisaba las obras.[3]

### Citas
1. 1 2  Escultura Egipcia en...: La etapa amárnica.
2. ↑  Artes plásticas (Amarna).
3. ↑  Dulitzky: op. cit., pág. 102.